# Smólikas
Il monte Smólikas è il più alto dei rilievi dell'Epiro e di tutta la catena montuosa del Pindo. Culmina a 2637 m, ha una formazione calcarea e una ricca vegetazione.